# Gruppensex

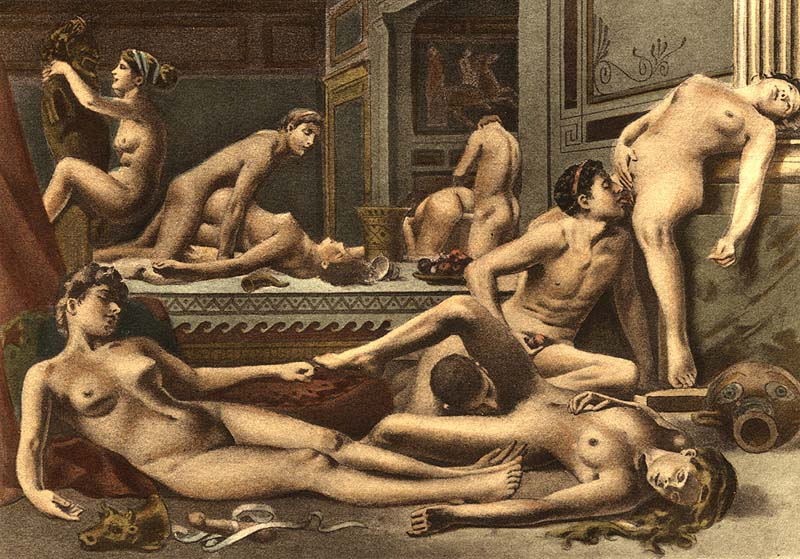
Gruppensex (historisierende Darstellung von Édouard-Henri Avril)

Gruppensex ist eine Sexualpraktik, an der mehr als zwei Personen beteiligt sind. Haben drei Personen Sex miteinander, nennt man dies eine Triole oder umgangssprachlich auch einen „flotten Dreier“.
Gruppensex wird oft als Partnertausch zwischen zwei oder mehreren Paaren praktiziert. Zu Gruppensex kommt es häufig auf Swingerpartys und in eigens dafür eingerichteten Swingerclubs.

## Geschichte

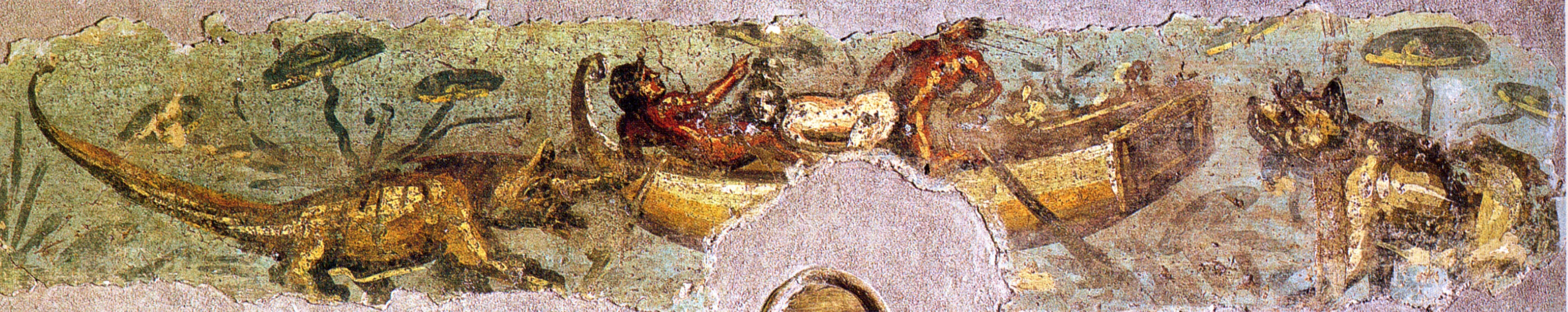
Szene eines öffentlichen Dreiers auf dem Nil. Ein Mann vereinigt sich mit der Frau a tergo, während sie den anderen durch Fellatio stimuliert.
Fresko aus Pompeji, Archäologisches Nationalmuseum Neapel

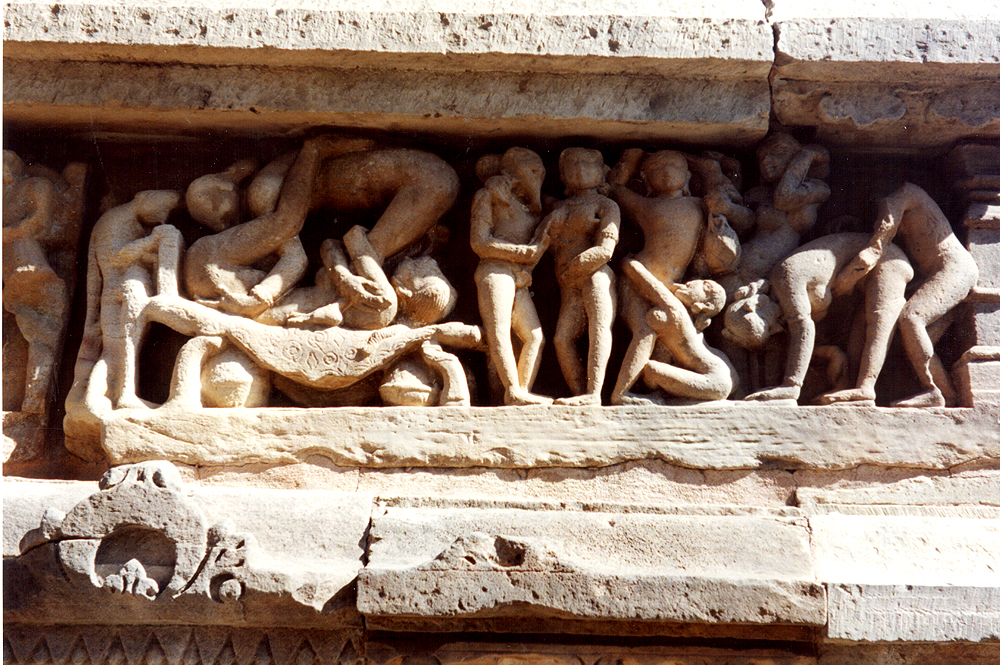
Erotischer Fries auf einem altindischen Tempel in Khajuraho

Durch die Kulturgeschichte erwiesen, war bereits in der Antike der Gruppensex bekannt, der häufig im Rahmen kultischer Bacchanalien und Orgien, auf Symposien oder auch in Bordellen praktiziert wurde.
Die antiken Griechen waren möglicherweise das erste Volk, das dieses Thema in ihrer Kunst öffentlich machte, welche z. B. durch die in der Neuzeit entdeckten Vasen (Vasenmalerei) der Nachwelt erhalten blieb. Im Römischen Reich findet sich das Thema neben Vasendarstellungen vor allem auf Fresken aus Pompeji wieder, das durch den Ausbruch des Vesuvs im Jahr 79 n. Chr. untergegangenen war. Die in Pompeji ausgegrabenen Wandmalereien stammen meist aus Thermen.
Es ist anzunehmen, dass die Praxis gemeinschaftlicher sexueller Vereinigung seit Jahrtausenden vielen anderen Völkern der Erde bekannt war. Aus einigen alten Hochkulturen wie Indien oder China finden sich dazu künstlerisch oder literarisch Belege. Als Beispiele sind auf dem üppig verzierten indischen Sonnentempel von Konark aus dem 13. Jahrhundert oder im Tempelbezirk von Khajuraho neben religiösen Motiven auch eine Vielzahl von Darstellungen erhalten, die heute als Gruppensex bezeichnet werden. Diese sehr detaillierten Motive sind im religiösen Kontext zu sehen.
Auch einige der Illustrationen des weltberühmten Werkes Kamasutra zeigen mehrere Partner beim Spiel. Hier geht es nicht um Religiosität, sondern nur um Spaß und Erfüllung.

## Praxis
Gruppensex wird heute häufig in Swingerclubs oder an einschlägig bekannten Treffpunkten wie Baggerseen, Autobahnparkplätzen und Sexkinos betrieben. Gegenüber dieser eher anonymen Variante nimmt in der jüngeren Vergangenheit Gruppensex in privatem Rahmen, also dem heimischen Wohnzimmer, zu. Das Internet als anonymes Kontaktmedium erleichtert dies beträchtlich. Auch in diesem privaten Rahmen bleibt Gruppensex meist emotional distanziert. Freundschaftliche Beziehungen sind nicht immer erwünscht – viele bevorzugen so genannte One-Night-Stands – und die Beziehungen zwischen den Partnern bleiben häufig instabil.
Bei Paaren, die Gruppensex „probieren“ möchten, besteht u. U. die Gefahr, ihrer Beziehung durch Eifersucht oder emotionale Umorientierung zu schaden. Ein wichtiger Punkt ist hierbei gegenseitiges Vertrauen. Dann kann der Sex mit einer weiteren oder mehreren Personen durch das gemeinsame Erleben eine Bereicherung sein.
Wie bei anderen Sexualpraktiken bringt beim Gruppensex der Verzicht auf Safer Sex die Gefahr der Ansteckung mit sexuell übertragbaren Erkrankungen wie z. B. AIDS mit sich.

## Gangbang

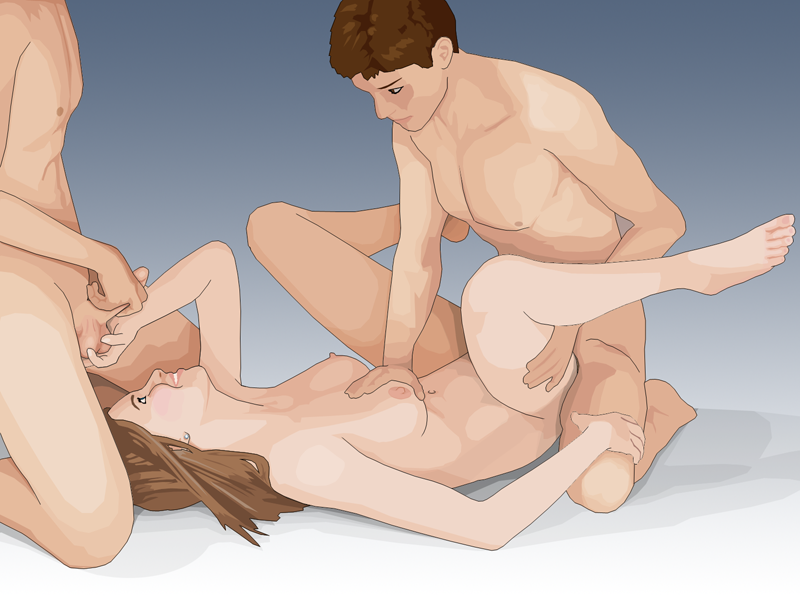
Gruppensex

Eine besondere Form des Gruppensex ist der Gangbang (englisch), für den eine Überzahl dominanter bzw. aktiv-penetrierender Teilnehmer und die abwechselnde Penetration weniger submissiver bzw. passiv-rezeptiver Teilnehmer charakteristisch ist. Dagegen sind bei einem Reverse Gangbang die empfangenden Teilnehmer in der großen Überzahl. Übt der empfangende Teilnehmer Fellatio an einer größeren Gruppe penetrierender Teilnehmer aus, ohne vaginal bzw. anal penetriert zu werden, ist von einem Blowbang die Rede.
Der Begriff Gangbang ist von englisch gang („Bande“, „Gruppe“, umgangssprachlich auch „Rudel“, daher auch „Rudelbums“ genannt) und bang (vulgär für „koitieren“) abgeleitet und bezeichnete ursprünglich eine Gruppenvergewaltigung.

## Chemsex
Seit den 2010er Jahren erfährt der Begriff Chemsex eine gewisse Öffentlichkeitswahrnehmung. Unter Chemsex wird der menschliche Sexualverkehr unter dem Einfluss von synthetischen Drogen verstanden. Verwendet werden Drogen wie GHB, GBL, Mephedron, Poppers und Crystal Meth. Das Phänomen ist aus der internationalen Schwulenszene bekannt.
Drogen können die Libido verstärken; zugleich sinkt die Hemmschwelle, ungeschützten Geschlechtsverkehr zu praktizieren und sich damit dem Risiko einer Ansteckung mit Geschlechtskrankheiten auszusetzen. Ärzte und Drogenexperten warnen daher vor Chemsex-Partys. Steigende Infektionsraten bei HIV wurden mit schwulen Chemsexpartys in Verbindung gebracht.

## Gesetzliche Regelungen
Gruppensex gilt üblicherweise als Privatangelegenheit, deren Auslebung innerhalb der vom Gesetzgeber vorgeschriebenen Grenzen in Deutschland, Österreich und der Schweiz nicht staatlich sanktioniert wird.
In Deutschland machte sich bei Beteiligung eines Ehepaars von 1900 bis 1968 (DDR) bzw. 1973 (Bundesrepublik) der Ehemann wegen schwerer Kuppelei (§ 181 Nr. 2 StGB a. F.) strafbar.
Der Jurist Horst Fischer trug zur Strafrechtsreform der Regierung Kiesinger (Große Koalition) unter Bundesminister der Justiz Gustav Heinemann 1969 eine Materialsammlung zusammen, um zu belegen, dass in der Bundesrepublik sexuelles Gruppenverhalten existiert und dass für eine Kriminalisierung keine Grundlagen bestünden:
„Ein sexuelles Gruppenverhalten hat es schon immer gegeben. Es ist auch in Deutschland eine Realität, dass sich ein gewisser Prozentsatz von Ehepaaren zu intimem Verkehr mit anderen Ehepaaren trifft. Werden solche Fälle ‚aufgedeckt‘, so muss es in Deutschland, soweit ein Beweis erbracht werden kann, auf Grund der aus dem Jahre 1900 stammenden Strafbestimmung des § 181 zur Verurteilung des Ehemannes wegen ‚schwerer Kuppelei‘ kommen. […] Man mag sexuelle Gemeinschaftspraktiken vom moralischen Standpunkt aus verwerfen, rechtlich jedoch hat ein Staat, der sich demokratisch nennen will, im Schlafzimmer erwachsener Menschen, die ein Intimleben nach eigener Anschauung führen wollen, nicht das Geringste zu suchen.“
Die Vorschrift wurde allerdings noch weitere vier Jahre beibehalten.

## Gruppensex in der Literatur (Auswahl)
- Traumnovelle von Arthur Schnitzler (1925)
- Der Steppenwolf von Hermann Hesse (1927)
- Traumvogel von Willi Heinrich (1983)
- Nachtfalken von Andreas Kurz (2007)